# Bassin de sédimentation
Un Bassin de sédimentation est un ouvrage artificiel destiné à réduire l'érosion des terres agricoles due à l'écoulement des eaux pluviales (crues). Le terme désigne également les bassins de décantation destinés à séparer les boues d'épuration lors du traitement des eaux usées, ou destinés à traiter toute autre eaux ayant une forte charge en sédiments.

## Principe
L'eau de ruissellement est stoppée dans le bassin lors de crues, puis lentement évacuée à l'aide d'un avaloir, la terre est ainsi retenue suivant le principe de décantation.
Un bassin peut aussi être directement aménagé dans le chenal d'un fossé.